# Macaranga grandifolia
Macaranga grandifolia är en törelväxtart som först beskrevs av Francisco Manuel Blanco, och fick sitt nu gällande namn av Elmer Drew Merrill. Macaranga grandifolia ingår i släktet Macaranga och familjen törelväxter. IUCN kategoriserar arten globalt som sårbar. Inga underarter finns listade i Catalogue of Life.